# Nationaal park Vanoise
Nationaal park Vanoise (Frans: Parc national de la Vanoise) is een van de grootste nationale parken van Frankrijk. Samen met het aansluitende Italiaanse Nationaal park Gran Paradiso is het een van de grootste van Europa. Het ligt in het Franse departement Savoie, regio Auvergne-Rhône-Alpes.
Het Parc national de la Vanoise was op 6 juli 1963 het eerste gebied in Frankrijk dat tot nationaal park uitgeroepen werd. Het grenst aan het Italiaanse Nationaal park Gran Paradiso en in 1972 zijn de landen een samenwerkingsverband aangegaan. Samen beslaan de parken een oppervlakte van 1250 km².
Het park ligt in de Franse regio Auvergne-Rhône-Alpes, in het departement Savoie. Plaatsen langs het nationaal park zijn Tignes, Val-d'Isère, Modane en Pralognan. De hoogste top in het bergachtige gebied is de Grande Casse met 3855 meter.
Het nationaal park is vooral opgericht om het gebied tegen de steeds groter wordende invloed van de wintersport te beschermen. Veel wandelaars maken in het gebied vanuit Pralognan een alpiene toer van een aantal dagen. Daarvoor is er de ruimte genoeg. De wandelroute GR5 komt door het Parc national de la Vanoise. De tocht naar de col de la Vanoise is populair bij wandelaars.

## Natuur
In het park vindt men 1200 verschillende soorten bloemen en planten, waarvan er 107 officieel worden beschermd.
De samengang met het Nationaal park Gran Paradiso heeft ook een positieve invloed gehad op de dierenwereld in het gebied. De volgende diersoorten leven er:
- 2600 steenbokken
- 5000 gemzen
- 125 soorten broedvogels
- 20 koppels steenarenden
- 3 koppels lammergieren

Sinds enkele jaren, sinds de herintroductie omstreeks 1997, is de wolf ook weer terug in het park. Deze worden echter zelden gezien. De schaapskuddes in en rond het park worden goed door Pyrenese berghond tegen de wolven beschermd. Ook het korhoen is een van de diersoorten die als exemplarisch voor het gebied geldt.

## Kaart
● Lichtgroen: Nationaal park Vanoise (kerngebied)
● Lichtgrijs: Nationaal park Vanoise (randgebieden)
● Donkergrijs: Nationaal park Gran Paradiso (Italië)
Klik om de kaart beeldvullend en klikbaar te maken

## Afbeeldingen

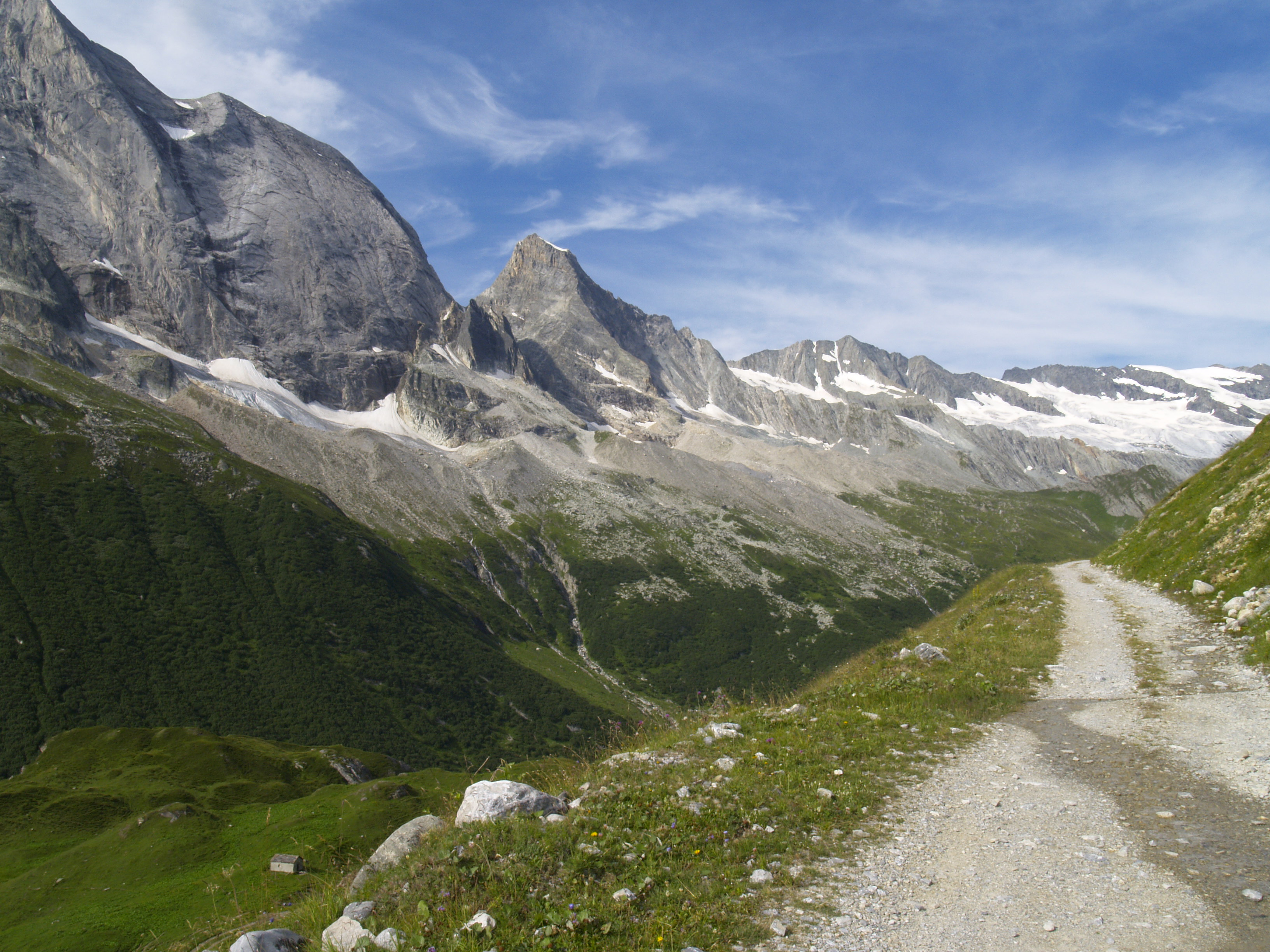
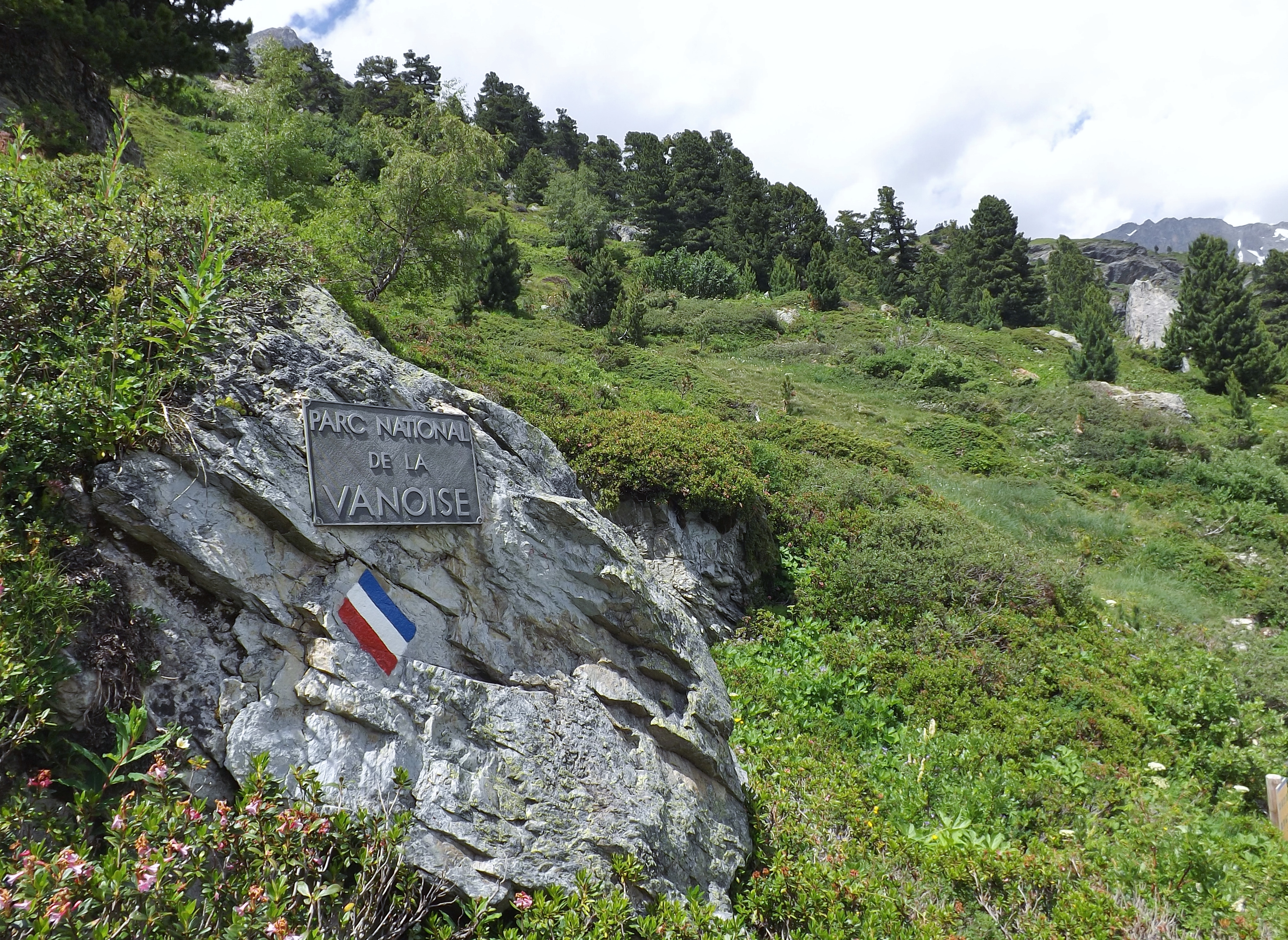
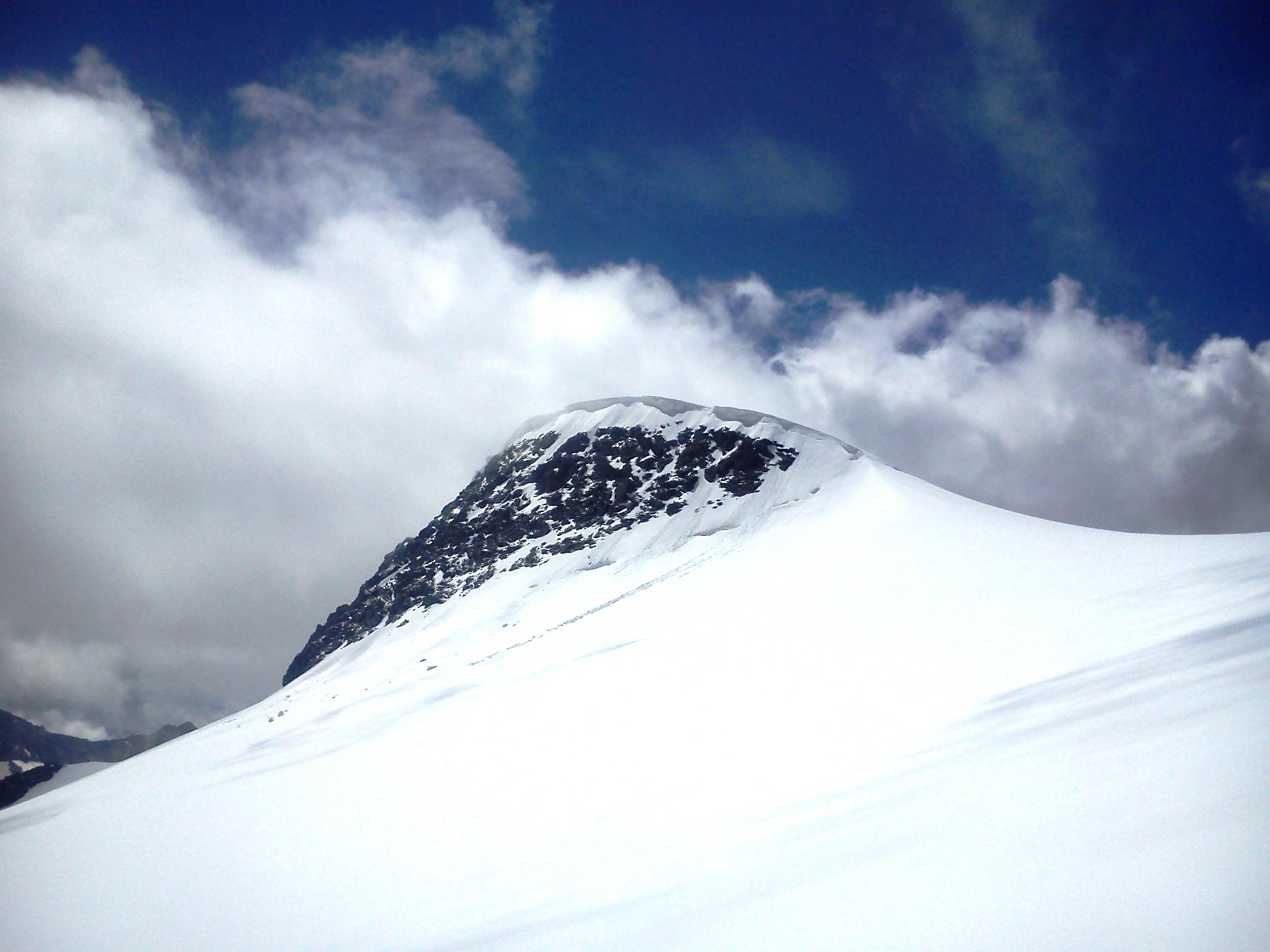
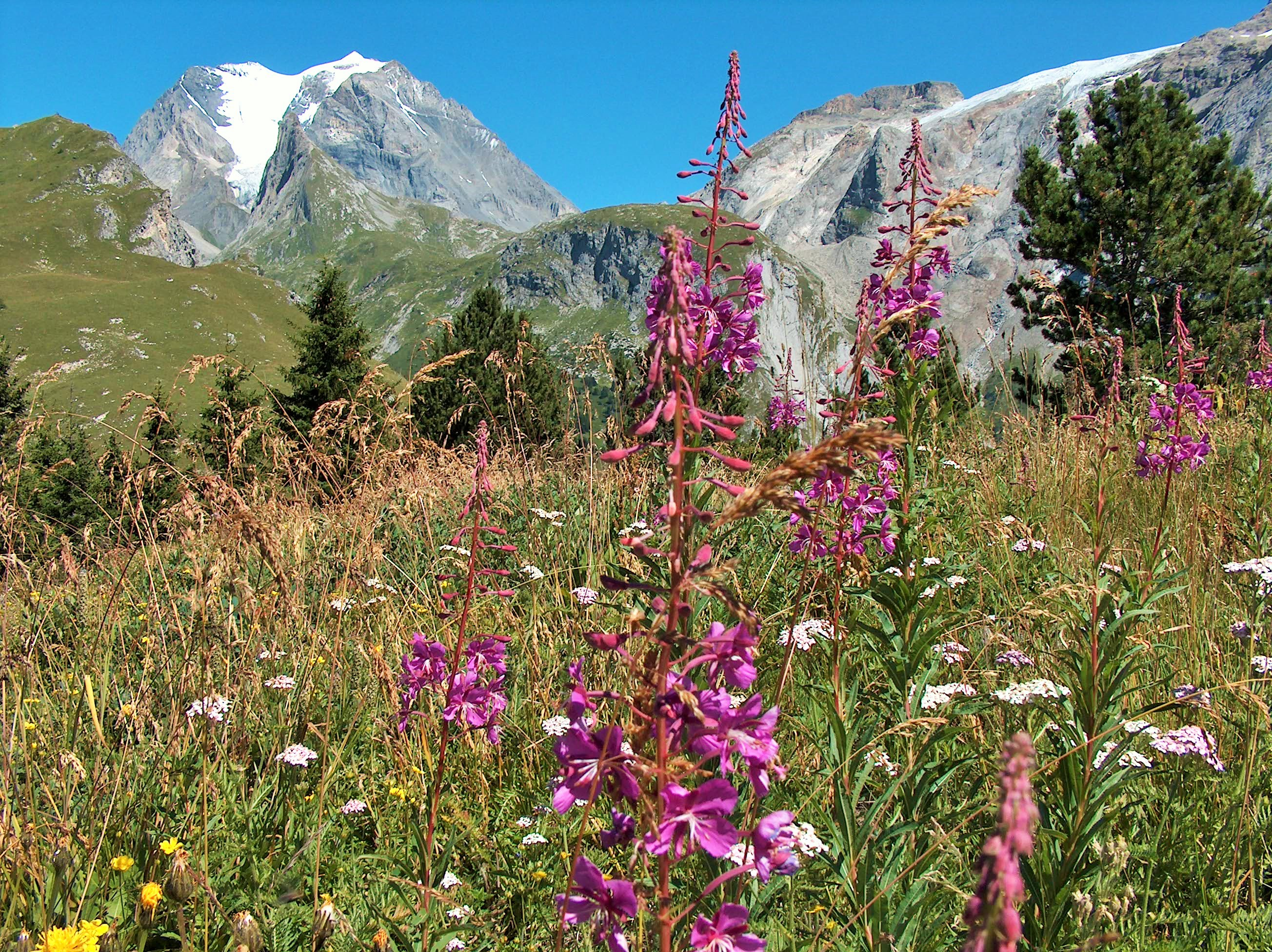
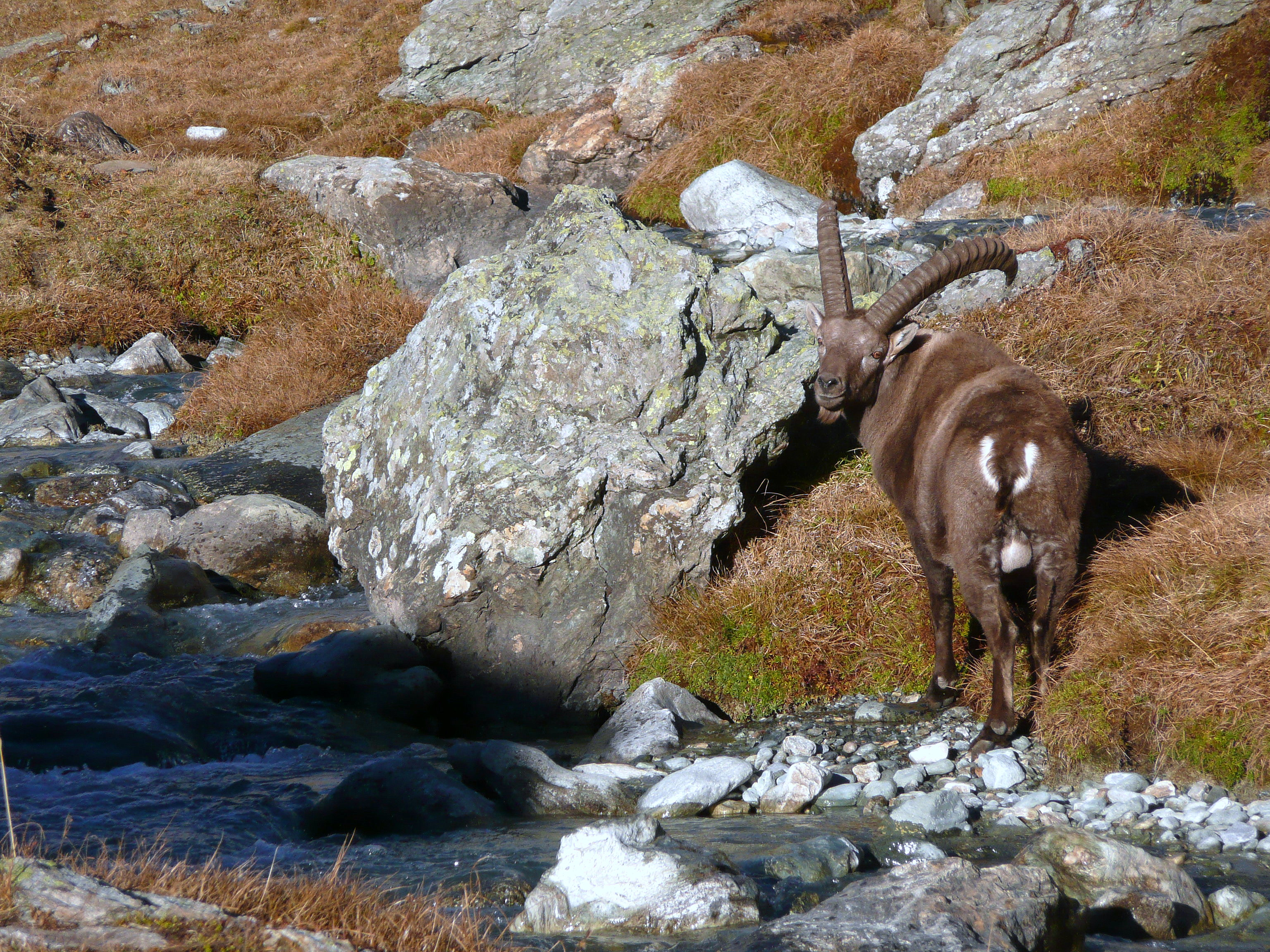
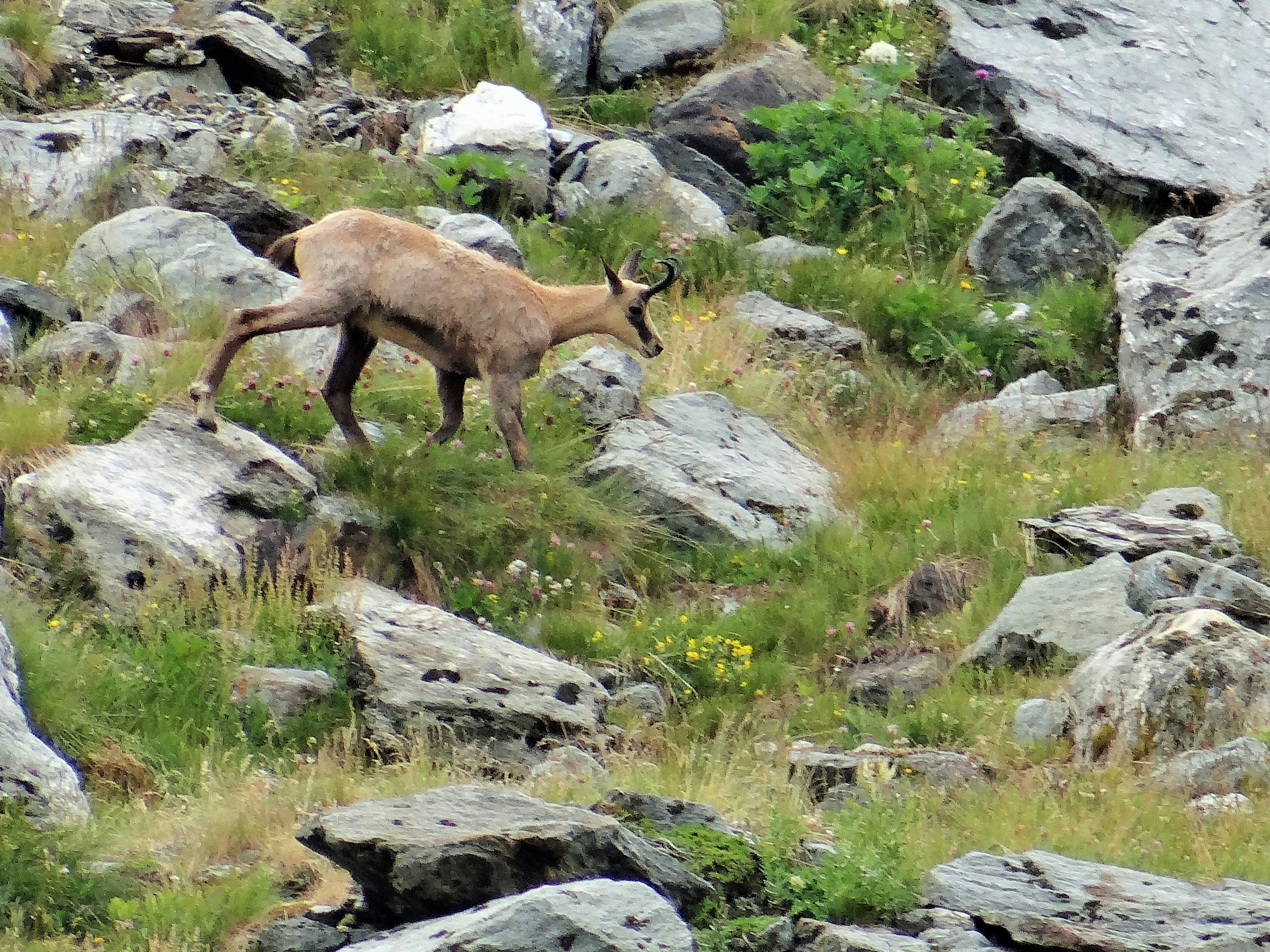
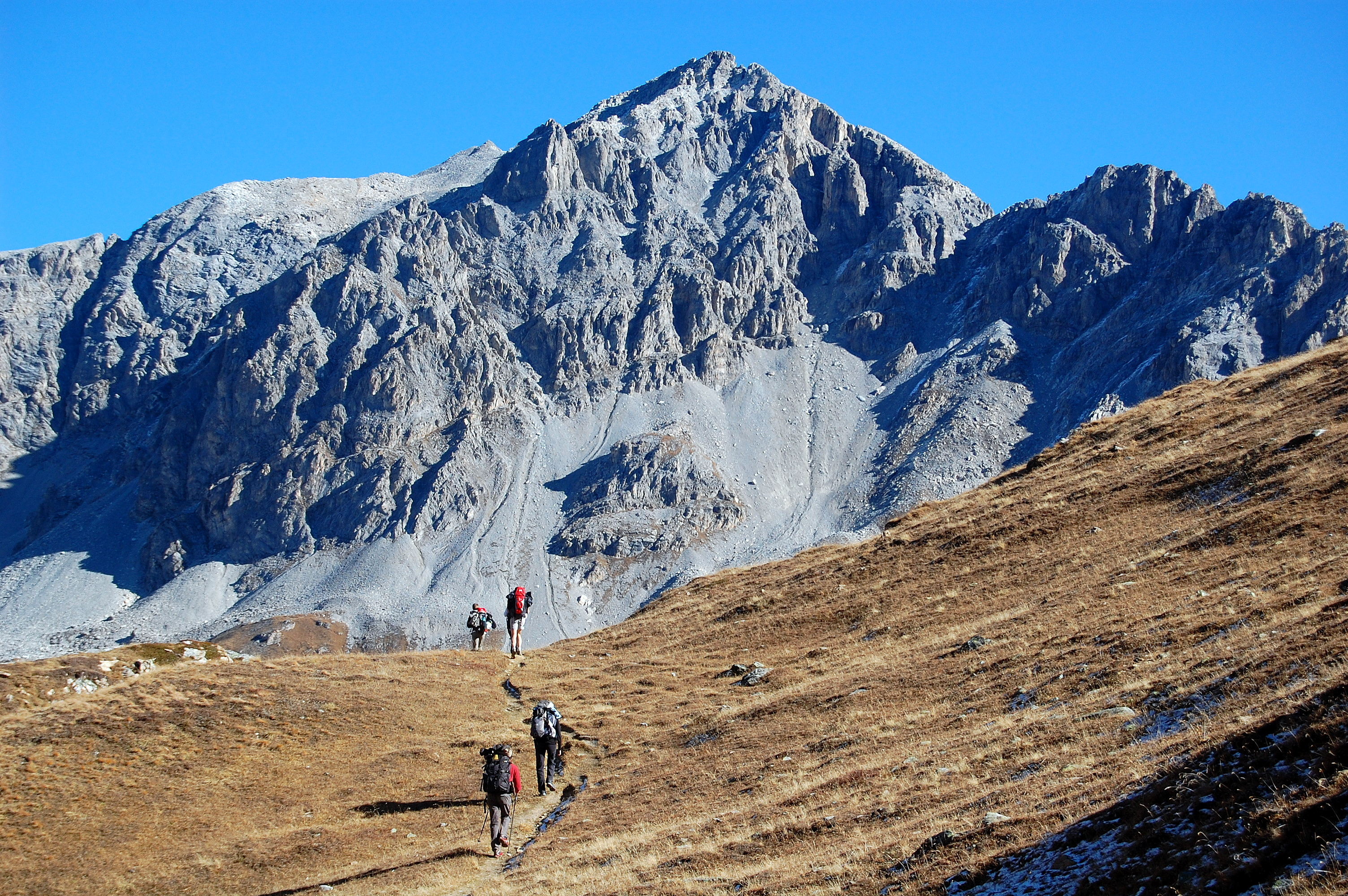